# Brendan Kelly

Bischofswappen von Brendan Kelly

Brendan Kelly (irisch Breandán Ó Ceallaigh, * 20. Mai 1946 in Ballinakill, County Galway) ist ein irischer Geistlicher und emeritierter römisch-katholischer Bischof von Galway and Kilmacduagh.

## Leben
Kelly besuchte die Craughwell National School und das St. Mary’s College von 1959 bis 1964. Danach wechselte er 1964 an das St. Patrick’s College in Maynooth, wo er römisch-katholische Theologie studierte. Kelly erreichte den Bachelor of Arts und den Bachelor of Divinity. Danach studierte er am University College Galway. Am 20. Juni 1971 empfing Kelly durch Bischof Michael Browne das Sakrament der Priesterweihe für das Bistum Galway inkardiniert. Kelly war später in Kinvara als Kuratus tätig und unterrichtete von 1972 bis 1980 am Coláiste Einde und von 1980 bis 1986 am Our Lady’s College in Gort. Bis 1995 war er Präsident am College. 1996 ging er für ein Jahr nach Frankreich in die Kirchengemeinde Cuise-la-Motte als Kaplan und war nach seiner Rückkehr Pfarrer von Lisdoonvarna. Ab 2003 war Kelly Pfarrer der Kirchengemeinde Spiddal und seit 2005 Generalvikar im Bistum Galway.
Papst Benedikt XVI. ernannte Kelly am 20. November 2007 zum Bischof von Achonry. Am 27. Januar 2008 empfing er durch den Erzbischof von Armagh, Seán Kardinal Brady die Bischofsweihe; Mitkonsekratoren waren der Erzbischof von Tuam, Michael Neary, und sein Vorgänger, Bischof Thomas Flynn.
Papst Franziskus ernannte ihn am 11. Dezember 2017 zum Bischof von Galway und Kilmacduagh. Die Amtseinführung fand am 11. Februar des folgenden Jahres statt. 
Sein irischsprachiger Wahlspruch lautete De réir d’fhocail („Gemäß deinem Worte“, nach Lk 2,29 ).
Am 11. Februar 2022 nahm Papst Franziskus das von Brendan Kelly aus Altersgründen vorgebrachte Rücktrittsgesuch an.